# Закон о коммерческих компаниях Британских Виргинских Островов
Закон о коммерческих компаниях Британских Виргинских островов  — это закон Виргинских островов № 16 от 2004 года, относящийся к созданию всех типов компаний на их территории, как оффшорных, так и местных. Заменил собой Закон о международных коммерческих компаниях 1984 года.
Решение заменить Закон о международных коммерческих компаниях 1984 года было принято по двум причинам. Во-первых, было общее понимание того, что действующее законодательство устарело и нуждается в приведении к современным реалиям. Во вторых, Организация экономического сотрудничества и развития и другие международные компании выражали опасения по поводу налогообложения в оффшорах (так как в соответствии с действующим на тот момент законодательством иностранные компании по факту были исключены из налогообложения на БВО) и оказывали давление на такие юрисдикции, чтобы аннулировать их. Комиссия БВО по финансовым услугам решила эти вопросы одним законодательным актом.
Закон о коммерческих компаниях Британских Виргинских Островов 2004 года по сути основывается на соответствующем законе Новой Зеландии (в отличие от Закона 1984 года, который основывался на корпоративном праве штата Делавэр, США). Учитывая то, что Закон 1984 года был почти полностью скопирован многими другими оффшорами, Законом 2004 года предусмотрено большое количество деталей, специфичных именно для системы исполнительных органов на БВО. Таким образом, была исключена возможность простого копирования текста закона для принятия его в другой юрисдикции.

## Опции
Закон включает в себя ряд опций, цель которых — превращение БВО в привлекательный офшорный финансовый центр. Среди них:
- увеличение числа разновидностей компаний, которые могут быть созданы на БВО;
- введение института защиты прав миноритарных акционеров.